# Dariusz Nowak (wioślarz)
Dariusz Nowak (ur. 23 kwietnia 1978 we Włocławku) – polski wioślarz, olimpijczyk z Aten 2004. Wychowanek Włocławskiego Towarzystwa Wioślarskiego, następnie zawodnik AZS-AWFiS Gdańsk.
Uczestnik mistrzostw świata w roku 2003 podczas których zajął 8. miejsce w ósemkach.
W roku 2002 zajął 4. miejsce w Akademickich mistrzostwach świata.
Medalista mistrzostw Polski:
- złoty
  - w czwórce bez sternika w roku 2004[1]
  - w ósemce w roku 2004[1]

Na igrzyskach olimpijskich w roku 2004 wystąpił w ósemce zajmując 8. miejsce